# Juxtapozice
Juxtapozice je prosté položení dvou objektů vedle sebe – bez spojovacího prvku. Může se jednat např. o dva texty nebo citáty pro srovnání.
V lingvistice se jedná o spojení dvou výrazů bez spojovacího prvku:
- ve slovotvorbě: vytvoření složeného slova složením dvou (nebo více) slov[2] bez morfologických změn a spojovacích prvků; tím vzniká tak zvaná slovní spřežka neboli nepravá složenina – např. pantáta, čtvrthodina, kolomaz, blahopřát, nahoru; v češtině je obvyklejší tvoření složenin, při kterém dochází k morfologickým změnám (dvojhlas, provozuschopný), nebo použití spojovacího morfému (interfixu) (pětipatrový, předozadní, apod.)
- v syntaxi: vytvoření složeného větného členu položením několika výrazů vedle sebe bez použití spojky a bez syntaktického vztahu[3]; jednotlivé výrazy se obvykle oddělují čárkou – např. Zúčastnili se žáci, učitelé, rodiče.; v jiném významu viz přimykání (adjunkce)[4]
- v nadvětné syntaxi: položení několika vět vedle bez použití spojky; věty se obvykle oddělují středníky – např. Já jsem spal; co dělali ostatní, nevím.